# Captain Sturt
Die P.S. Captain Sturt war ein 1916 erbauter Heckraddampfer auf dem Murray River in South Australia. Er war nach dem britischen Kapitän und Entdecker Charles Sturt benannt.

## Geschichte
Der 35 m lange Raddampfer wurde 1916 in Mannum am Murray River gebaut.
Das Schaufelrad des Raddampfers ragt in der Captain Sturt Marina aus dem Wasser ragen sehen. Es wurde durch die Eintragung im South Australian Register of Historic Shipwrecks unter Denkmalschutz gestellt.

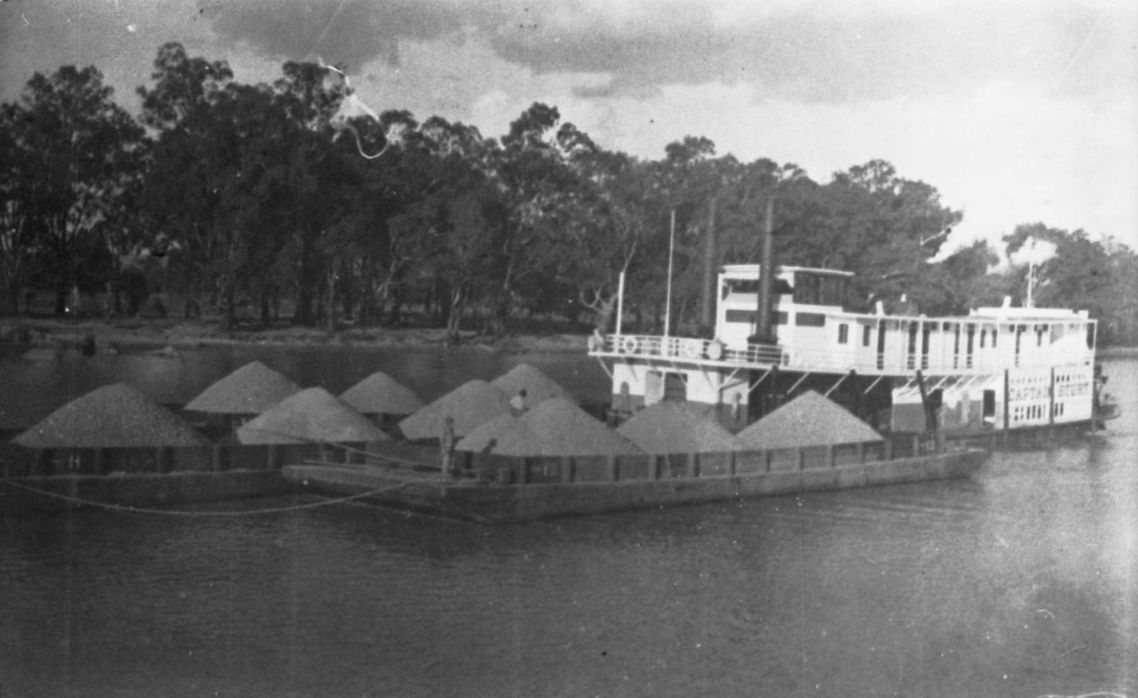
Captain Sturt beim Schotter-Transport

In den späten 1800er und frühen 1900er Jahren wurde der Murray River von Viehhirten, Siedlern und Reisenden als Transportweg genutzt. Raddampfer und Lastkähne fuhren regelmäßig hin und her und beförderten Passagiere, Post und verschiedene Güter wie Obst, Wolle, Holz und Vieh.
Durch den Bau von Schleusen und Stauwehren wurde der Fluss schiffbar gemacht. Durch die Goolwa Barrages wurde das Eindringen von Meerwasser in den Murray River während der Trockenzeit verhindert.